# C級駆逐艦 (2代)
C級駆逐艦（英語: C class destroyer）は、イギリス海軍の駆逐艦の艦級。B級をもとに大型化して航続距離の延伸を図った発展型として、1929-30年度計画で5隻が建造された。「クルセーダー」をネームシップとして、クルセーダー級（Crusader-class）と称することもある。

## 来歴
イギリス海軍は1924-5年度より駆逐艦の建造を再開し、まず改W級駆逐艦をもとに第一次世界大戦の戦訓や新しい技術を盛り込んだプロトタイプとして「アマゾン」と「アンバスケイド」を建造したのち、1927-8年度で量産型としてA級、続く1928-9年度で小改正型のB級が建造された。
1929-30年度計画での建造艦は、B級をもとにわずかに大型化し、燃料の搭載量増加を図ることとなった。これが本級である。

## 設計
上記の経緯より、設計はB級をもとにわずかに大型化したものとなっている。船首楼型、2本煙突という基本構成や、艦内の諸区画配置はおおむね踏襲されたが、本級より、前後部の燃料タンクを隣接させて、油の積込みと移送を合理化した。また艦橋構造物の設計も洗練され、羅針艦橋の後部に方位盤射撃塔と測距儀塔を装備した。
機関構成もA・B級と同様であるが、艦の大型化に対応して、機関出力は、従来の34,000馬力から36,000馬力に増強された。ボイラーは、海軍本部の設計によるアドミラルティ式3胴型水管ボイラーを搭載した。蒸気性状は圧力300 lbf/in2 (21 kgf/cm2)、温度315.5℃であった。タービンはパーソンズ式オール・ギヤード・タービンであり、独立した巡航タービンは持たず、高圧タービンの中に設ける方式とされた。

## 装備
艦砲はA・B級と同様、45口径12cm砲（QF 4.7インチ砲Mk.IX）4門を搭載した。当初計画では、B級の「ブルドック」と同様に2番砲に60度の仰角が取れるCP Mk.XIII砲架を採用し、高角砲を兼用できるようにする予定であったが、同艦での試験成績が不良だったため実現せず、標準的な平射砲（仰角30度～俯角10度）としてのMk.XIV砲架と組み合わせての搭載となった。また大日本帝国海軍が吹雪型駆逐艦で50口径12.7cm砲を搭載したのに対抗して、嚮導艦「ケンペンフェルト」で50口径13cm砲（QF 5.1インチ砲Mk.I）の搭載試験が行われたが、重量過大であり、まもなく他の艦と同様の4.7インチ砲に換装された。
近距離用の対空兵器としては、新開発の62口径12.7mm4連装機銃の搭載が計画されたものの、開発遅延のために実現せず、在庫品の39口径40mm単装機銃（QF 2ポンド・ポンポン砲Mk.II）が搭載された。1935年から1936年にかけて、「クルーセイダー」で39口径40mm機銃の4連装砲架が試験搭載され、成功を収めた。
水雷兵器としては、A・B級と同じく21インチ魚雷発射管を4連装2基搭載した。ただし魚雷としては、A・B級がMk.Vを搭載していたのに対し、本級ではMk.IVが搭載され、後にMk.IXに更新した。一方、B級では対潜兵器が重視されて対機雷戦兵器が省かれたのに対し、本級ではA級と同様に2速駆逐艦掃海具（TSDS）を搭載しており、このため爆雷の搭載量は減少している。
また第二次世界大戦が勃発すると、生き残っていた艦は護衛駆逐艦として改装され、70口径20mm機銃6門を搭載して防空火力を強化、また45口径12cm砲のうち1門を撤去するかわりにヘッジホッグ対潜迫撃砲を搭載、爆雷搭載数を125発に増加させている。

## 同型艦
当初計画では、A・B級と同様に嚮導艦および8隻の建造が予定されていたが、財政緊縮の影響で嚮導艦および4隻に削減された。その後、1937年から38年にかけて、全艦がカナダに譲渡された。
第二次世界大戦においては5隻全てがカナダ海軍の指揮下で、主に北大西洋での船団護衛を任務として活動した。大戦中に2隻が戦没した。生き残った3隻も戦後間もなく解体された。
| イギリス海軍 | イギリス海軍                            | イギリス海軍                    | イギリス海軍    | イギリス海軍   | カナダ海軍                        | カナダ海軍      | カナダ海軍 |
| #            | 艦名                                    | 造船所                          | 進水            | 就役           | 艦名                              | 就役            | その後 |
| ------------ | --------------------------------------- | ------------------------------- | --------------- | -------------- | --------------------------------- | --------------- | --- |
| I18          | ケンペンフェルト HMS Kempenfelt ※嚮導艦 | J・サミュエル・ ホワイト        | 1931年 10月29日 | 1932年 5月30日 | アシニボイン HMCS Assiniboine     | 1939年 10月15日 | 1945年8月8日に退役。解体のためにボルチモアへ曳航中の1945年11月10日、 プリンスエドワード島東端部のイーストポイント付近にて座礁。 離岸に失敗したため船体は放棄されるが、1952年に現地にて解体。 |
| H48          | クレセント HMS Crescent                 | ヴィッカース・ アームストロング | 1931年 9月29日  | 1932年 4月21日 | フレーザー HMCS Fraser            | 1937年 2月21日  | 1940年6月25日、フランスのジロンド川河口付近にて、 イギリス海軍の軽巡洋艦「カルカッタ」との衝突事故により沈没。                                                                               |
| H60          | クルーセーダー HMS Crusader             | ポーツマス 海軍工廠             | 1931年 9月30日  | 1932年 5月2日  | オタワ HMCS Ottawa                | 1938年 6月15日  | 1942年9月14日、カナダ東岸沖の北大西洋にて ドイツ海軍の潜水艦「U-91」の魚雷攻撃により撃沈。                                                                                                   |
| H00          | コメット HMS Comet                      | ポーツマス 海軍工廠             | 1931年 9月30日  | 1932年 6月2日  | レスティゴーシュ HMCS Restigouche | 1938年 6月15日  | 1945年10月6日に退役。同年11月9日にスクラップとして売却。 |
| H83          | シグニット HMS Cygnet                   | ヴィッカース・ アームストロング | 1931年 9月29日  | 1932年 4月1日  | サン・ローラン HMCS St. Laurent   | 1937年 2月17日  | 1945年10月10日に退役。11月9日にスクラップとして売却。 |